# Fatia Benmessahel
Fatia Benmessahel est une boxeuse française née le 21 août 1999 à Paris.

## Biographie
En parallèle de la boxe, Fatia Benmessahel poursuit ses études à l'ESIEE Paris, une école d'ingénieurs dont elle sort diplômée en 2022 et est engagée en septembre 2022 en tant qu'ingénieur en génie industriel au sein d'Atos, entreprise dans laquelle elle était en alternance depuis 2019.

### Carrière sportive
Sportive, elle découvre la boxe à 15 ans en accompagnant son oncle à un entraînement. Elle progresse rapidement et intègre l'équipe de France dès l'année suivante.
Fatia Benmessahel est sacrée championne d'Europe junior dans la catégorie des moins de 60 kg en 2017 à Sofia, et médaillée de bronze dans la même catégorie aux championnats d’Europe des moins de 22 ans de Vladikavkaz en 2019. Elle est médaillée d’or  dans la catégorie des moins de 66 kg à la Coupe du monde universitaire de Samsun en 2022.
Aux Championnats du monde féminins de boxe amateur 2023 à New Delhi, elle obtient la médaille de bronze dans la catégorie des moins de 63 kg.